# Strigula caerulensis
Strigula caerulensis är en lavart som beskrevs av P. M. McCarthy. Strigula caerulensis ingår i släktet Strigula och familjen Strigulaceae.   Inga underarter finns listade i Catalogue of Life.